# Moses Kuaea
Moses Kuaea (c. 1824 - 5 de maio de 1884) foi um clérigo nativo do Havaí e político do Reino do Havaí. Ele foi pastor da Igreja Kaumakapili de 1874 a 1882 e era conhecido como um pregador eloquente. Durante seu tempo no púlpito, ele ajudou a arrecadar fundos para a segunda construção da igreja, que foi concluída em 1888 e posteriormente incendiada em 1900. Em 1874, ele fez um discurso louvando o novo rei eleito Kalākaua antes de sua visita de estado aos Estados Unidos. Após o retorno de Kalākaua ao Havaí, ele nomeou Kuaea membro do Conselho de Estado Privado e seu Ministro das Finanças de 14 de agosto a 27 de setembro de 1880. Após sua breve passagem pela política, Kuaea voltou a pregar em Kaumakapili até sua renúncia em 1882 devido à doença. Ele morreu em 1884.

## Primeiros anos
A data de nascimento de Kuaea não é conhecida. Seu obituário afirmava que ele tinha cerca de sessenta anos na época de sua morte, o que dá um ano de nascimento por volta de 1824.
O historiador missionário americano Orramel Hinckley Gulick, escrevendo em 1918, afirmou que Kuaea foi resgatado de um buraco no solo em que seus pais planejavam enterrá-lo vivo em um ato de infanticídio, e foi criado pelo transeunte que o resgatou. De acordo com Gulick, Kuaea "afirmou que ele tomou o nome de Moisés, provavelmente por ocasião de seu batismo, porque a filha do Faraó chamou o nome da criança de Moisés, e disse: 'Porque eu o tirei da água,' então ele próprio havia sido retirado do solo ". Kuaea foi criado e educado pelos missionários americanos. A pesquisa moderna lançou dúvidas sobre os relatos de missionários sobre o infanticídio havaiano. Seu obituário no jornal missionário The Friend o chamou de Matthew Kuaea.
Kuaea era membro da ʻAhahui ʻEuanelio Hawaiʻi (Associação Evangélica Havaiana), para a qual escreveu o artigo "Cultura, Venda e Uso de Awa" em 1866. O acadêmico Jean Charlot o descreveu como "um escritor de superioridade havaiana, por exemplo, empregando um vocabulário extenso e preciso para descrever a produção e o uso de ʻawa enquanto condena veementemente o uso de 'awa e o relaxamento das leis contra ele, ele forneceu uma rica descrição de seu lugar na cultura havaiana clássica - incluindo ditos, orações e religiosidade e usos médicos - e também de seu uso sincrético com elementos cristãos." Kuaea também escreveu uma revisão de Haʻawina Mua (primeiras lições) de Lorenzo Lyons, um livro da escola dominical publicado em 1878. Ele também atuou como consultor do jornal de língua havaiana Ka Nupepa Kuokoa.
A descendente de missionários e primeira-dama do Havaí, Mary Dillingham Frear, escreveu que "Kuaea é lembrado pelos olhos de uma criança como uma figura invulgarmente bonita - um homem de excelente físico com belos cabelos brancos e rosto e porte muitas vezes comparados a Henry Ward Beecher".
Em 1870, o jornal americano Hartford Courant descreveu Kuaea como o "Daniel Webster do Havaí".